# Cairn (monnaie locale)
Pour les articles homonymes, voir Cairn (homonymie).
Le Cairn est une monnaie locale complémentaire lancée en octobre 2017 dans la région de Grenoble en Isère.  
Le Cairn promeut le commerce local et fonctionne avec un taux de change fixe d'un Cairn pour un euro. Le Cairn existe au format papier (billets de 1, 2, 5, 10, 20 et 50 cairns) et au format numérique avec le [e]-Cairn.

## Objectifs
Le Cairn vise à soutenir les échanges économiques locaux et responsables sur le territoire de la monnaie. Le Cairn est un outil qui favorise l'économie locale de la région grenobloise, qui permet de rétablir la confiance des usagers en l'outil monétaire et de créer un réseau d'entraide entre ses utilisateurs. Le Cairn, comme toutes les autres monnaies locales, soutient la transition énergétique et permet de dynamiser l'économie réelle tout en résistant à la spéculation.

## Fonctionnement
À son lancement, le Cairn n'était utilisable que sous forme fiduciaire avec des billets de 1, 2, 5, 10, 20 et 50 cairns. Le Cairn a un taux de change paritaire avec l'euro (1 cairn = 1 €). Si un prix n'est pas rond, la transaction en cairns peut être complétée en euros. Par exemple un article qui coûte 9,60 euros peut être payée avec 9 cairns et 60 centimes d'euros.
Le rendu de monnaie ne peut pas être effectué en euros sur une transaction en cairns : il faut faire l'appoint en euros. Si un commerçant dispose d'un fonds de caisse en cairns, le rendu de monnaie peut se faire en cairns. Par exemple si un article coûte 45 €, l'achat peut être effectué avec un billet de 50 cairns. Le commerçant peut alors rendre au client un billet de 5 cairns.

## Histoire

### Débuts
L'association porteuse du Cairn a vu le jour en 2015 de la volonté d’un groupe de citoyens de lancer une monnaie locale sur le bassin de vie grenoblois. Après deux ans de réflexions sur les modalités de fonctionnement de la monnaie le Cairn est entré en circulation à l’automne 2017.
Le nom de la monnaie vient des cairns, les amas artificiels de pierres que l'on trouve en montagne. Ce nom invite tout un chacun à apporter sa pierre à l'édifice de la monnaie locale et évoque la notion de repère que pourrait incarner les monnaies locales dans le système financier actuel.

### Trois premières années du Cairn (2017-2020)

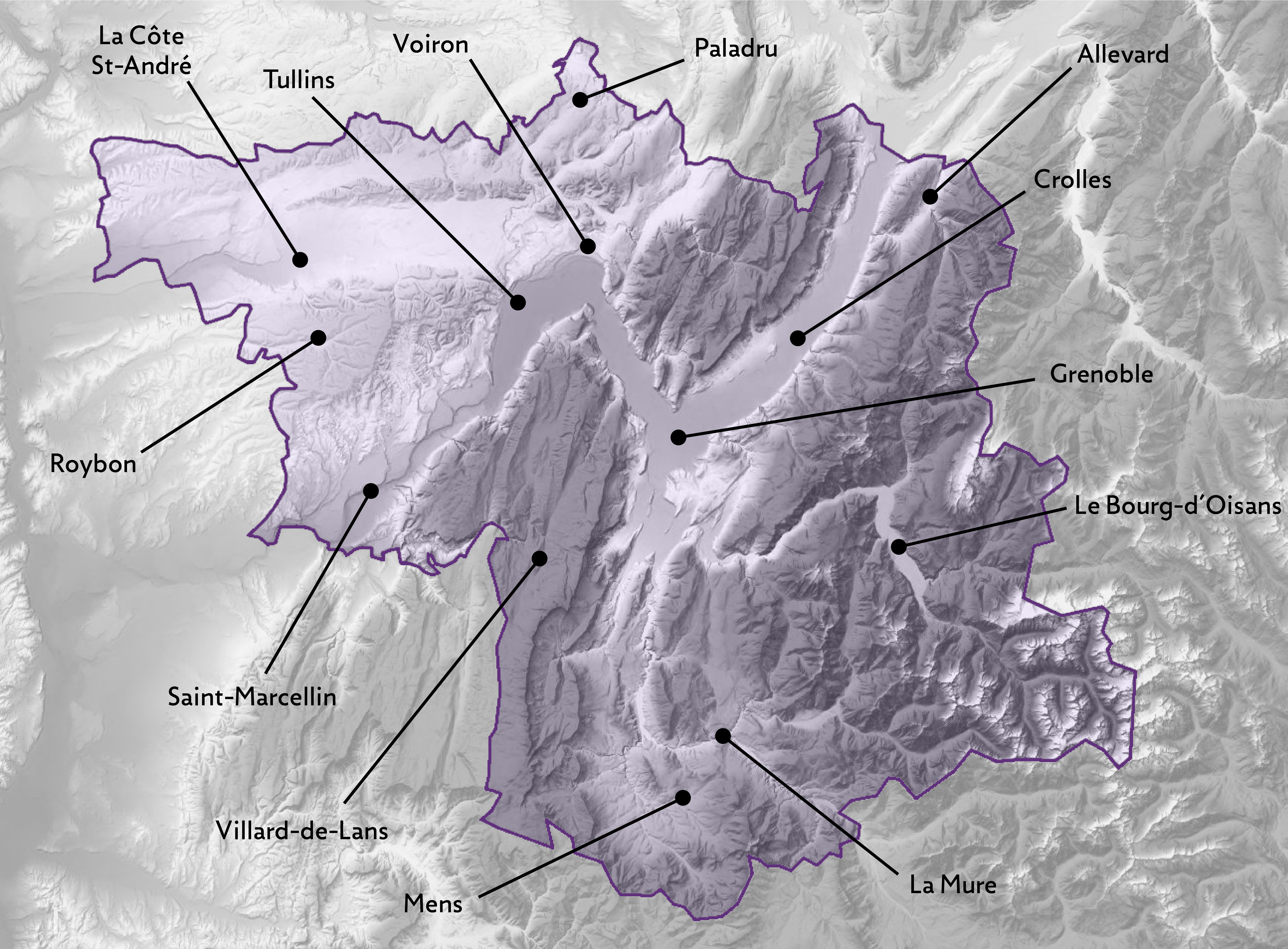
Carte du Cairn

Le Cairn s'est développé sur son territoire pour atteindre un réseau de 330 professionnels qui acceptent la monnaie locale ; celle-ci est utilisée par 1 500 personnes. À l'automne 2020, 103 000 cairns sont en circulation dans le réseau.
Les euros convertis par les utilisateurs sont gagés sur des fonds de garantie au Crédit Coopératif pour les cairns papiers et à la Nef pour les [e]-Cairns. Ce système permet de donner des garanties aux utilisateurs des monnaies locales et crée un processus de dédoublement de la masse monétaire. La somme de cairns en circulation participe à l'activité économique du territoire en circulant entre les usagers de la monnaie. Le montant en euros équivalent à la masse de cairns en circulation sert à financer des projets éthiques locaux par le biais des deux banques partenaires.

### Soutien des collectivités
Dès son lancement le Cairn a obtenu le soutien des collectivités puisque la Ville de Grenoble et Grenoble Alpes Métropole ont rejoint le réseau. Des régies municipales payables en cairns ont ouvert sur le territoire comme dans un self, une piscine municipale, le Musée de Grenoble ou encore Métrovélo.
Depuis janvier 2019 les transports de l'agglomération grenobloise sont eux aussi membres du Cairn ; les utilisateurs du réseau peuvent acheter des tickets ou leur abonnement à l'agence mobilité à côté de la gare.

## Le [e]-Cairn
Pour faciliter les échanges et fluidifier la circulation de la monnaie, le Cairn s'est doté d'une version dématérialisée de la monnaie locale au printemps 2019, le [e]-Cairn. Il permet d'effectuer des paiements par virement entre les détenteurs d'un compte [e]-Cairn ainsi que de payer par sms auprès des commerçants.

## Grenoble, deuxième collectivité à effectuer des paiements en MLC
En 2018, l'Eusko et la ville de Bayonne trouvent un accord historique pour que la collectivité puisse effectuer des dépenses en monnaie locale. En 2019 c'est au tour du Cairn et de la ville de Grenoble de signer une convention qui permet à la municipalité de verser les indemnités des élus en monnaie locale ainsi que les salaires des agents, les subventions aux associations et les factures de leurs fournisseurs. 